# Chang Wen-Chung
Chang Wen-Chung (張文宗T, 张文宗S, Zhāng WénzōngP; 17 aprile 1968) è un ex giocatore di baseball taiwanese.

## Palmarès

### Olimpiadi
- Argento a Barcellona 1992.